# Temporada 1957-58 de los Philadelphia Warriors
La temporada 1957-58 fue la duodécima de los Philadelphia Warriors en la NBA. La temporada regular acabó con 37 victorias y 35 derrotas, acabando en el tercer lugar de la División Este y clasificándose para los playoffs, en los que cayeron derrotados en las finales de división ante los Boston Celtics.

## Elecciones en elDraft
| Ronda | Puesto | Jugador           | Posición  | Nacionalidad   | Universidad      |
| ----- | ------ | ----------------- | --------- | -------------- | ---------------- |
| 1     | 6      | Lennie Rosenbluth | Alero     | Estados Unidos | North Carolina   |
| 2     | 14     | Jack Sullivan     | Alero     | Estados Unidos | Mount St. Mary's |
| 4     | 30     | Ray Radziszewski  | Alero     | Estados Unidos | Saint Joseph's   |
| 8     | 60     | Woody Sauldsberry | Ala-Pívot | Estados Unidos | Texas Southern   |
| 9     | 67     | Steve Hamilton    | Ala-Pívot | Estados Unidos | Morehead State   |

## Temporada regular
| División Este           | División Este | División Este | División Este | División Este | División Este | División Este | División Este | División Este |
| Equipo                  | G             | P             | %             | PD            | Casa          | Fuera         | Neutral       | Div           |
| ----------------------- | ------------- | ------------- | ------------- | ------------- | ------------- | ------------- | ------------- | ------------- |
| x-Boston Celtics        | 49            | 23            | .681          | -             | 25-4          | 16-13         | 8-6           | 20-16         |
| x-Syracuse Nationals    | 41            | 31            | .569          | 8             | 26-5          | 8-20          | 7-6           | 21-15         |
| x-Philadelphia Warriors | 37            | 35            | .514          | 12            | 15-11         | 11-19         | 11-5          | 17-19         |
| New York Knicks         | 35            | 37            | .486          | 14            | 16-12         | 11-18         | 8-7           | 14-22         |

## Playoffs

### Semifinales de División
Syracuse Nationals vs. Philadelphia Warriors
| Fecha       | Partido                                          | Ciudad     |
| ----------- | ------------------------------------------------ | ---------- |
| 15 de marzo | Syracuse Nationals 86, Philadelphia Warriors 82  | Syracuse   |
| 16 de marzo | Philadelphia Warriors 95, Syracuse Nationals 93  | Filadelfia |
| 18 de marzo | Syracuse Nationals 88, Philadelphia Warriors 101 | Syracuse   |
|             | Philadelphia gana las series 2-1                 |            |

### Finales de División
Boston Celtics vs. Philadelphia Warriors
| Fecha       | Partido                                      | Ciudad     |
| ----------- | -------------------------------------------- | ---------- |
| 19 de marzo | Boston Celtics 107, Philadelphia Warriors 98 | Boston     |
| 22 de marzo | Philadelphia Warriors 87, Boston Celtics 109 | Filadelfia |
| 23 de marzo | Boston Celtics 106, Philadelphia Warriors 92 | Boston     |
| 26 de marzo | Philadelphia Warriors 112, Boston Celtics 97 | Filadelfia |
| 27 de marzo | Boston Celtics 93, Philadelphia Warriors 28  | Boston     |
|             | Boston gana las series 4-1                   |            |

## Estadísticas
| Rk | Jugador           | Edad | P  | PT | MP   | TC  | TCI  | %TC  | 3P | 3PI | %3P | TL  | TLI | %TL  | RO | RD | RT   | AS  | RB | TAP | BP | FP  | PTS  |
| 1  | Paul Arizin       | 29   | 68 |    | 35.0 | 7.1 | 18.1 | .393 |    |     |     | 6.5 | 8.0 | .809 |    |    | 7.4  | 2.0 |    |     |    | 3.5 | 20.7 |
| 2  | Neil Johnston     | 28   | 71 |    | 33.9 | 6.7 | 15.5 | .429 |    |     |     | 6.2 | 7.6 | .819 |    |    | 11.1 | 2.3 |    |     |    | 3.3 | 19.5 |
| 3  | Tom Gola          | 25   | 59 |    | 36.0 | 5.0 | 12.1 | .415 |    |     |     | 3.8 | 5.1 | .746 |    |    | 10.8 | 5.5 |    |     |    | 3.8 | 13.8 |
| 4  | Woody Sauldsberry | 23   | 71 |    | 33.5 | 5.5 | 15.2 | .360 |    |     |     | 1.9 | 3.1 | .615 |    |    | 10.3 | 0.8 |    |     |    | 3.5 | 12.8 |
| 5  | Joe Graboski      | 28   | 72 |    | 28.8 | 4.7 | 14.1 | .335 |    |     |     | 3.2 | 4.2 | .749 |    |    | 7.9  | 1.7 |    |     |    | 3.5 | 12.6 |
| 6  | Ernie Beck        | 26   | 71 |    | 27.8 | 3.8 | 9.6  | .398 |    |     |     | 2.4 | 2.9 | .837 |    |    | 4.3  | 2.7 |    |     |    | 2.4 | 10.1 |
| 7  | Jack George       | 29   | 72 |    | 26.5 | 3.2 | 8.7  | .370 |    |     |     | 2.5 | 3.4 | .736 |    |    | 4.0  | 3.3 |    |     |    | 1.9 | 8.9  |
| 8  | Lennie Rosenbluth | 25   | 53 |    | 7.0  | 1.7 | 5.0  | .343 |    |     |     | 1.0 | 1.6 | .631 |    |    | 1.7  | 0.4 |    |     |    | 0.7 | 4.4  |
| 9  | George Dempsey    | 28   | 67 |    | 15.6 | 1.7 | 4.6  | .360 |    |     |     | 1.0 | 1.6 | .667 |    |    | 3.2  | 1.9 |    |     |    | 1.7 | 4.4  |
| 10 | Walt Davis        | 27   | 35 |    | 10.7 | 1.3 | 3.7  | .341 |    |     |     | 0.5 | 0.7 | .667 |    |    | 2.5  | 0.5 |    |     |    | 2.3 | 3.0  |
| 11 | Pat Dunn          | 26   | 28 |    | 7.4  | 1.0 | 3.2  | .311 |    |     |     | 0.5 | 0.6 | .824 |    |    | 1.1  | 1.0 |    |     |    | 0.7 | 2.5  |
| 12 | Jim Walsh         | 27   | 10 |    | 7.2  | 0.5 | 2.7  | .185 |    |     |     | 1.0 | 1.7 | .588 |    |    | 1.5  | 0.8 |    |     |    | 0.9 | 2.0  |
| 13 | Ray Radziszewski  | 22   | 1  |    | 6.0  | 0.0 | 3.0  | .000 |    |     |     | 0.0 | 0.0 |      |    |    | 2.0  | 1.0 |    |     |    | 1.0 | 0.0  |

## Galardones y récords
| Jugador           | Galardón                    |
| Woody Sauldsberry | Rookie del Año de la NBA    |
| Tom Gola          | 2º Mejor quinteto de la NBA |